# Ester Expósito
Ester Expósito (Madrid, 26. siječnja 2000.) je španjolska glumica najpoznatija po ulozi Carle Rosón u španjolskoj Netflix seriji Elite.

## Biografija
Rođena 2000. godine u Madridu, zanimala se za umjetnički svijet od malih nogu. Kad je s 16 godina završila studij, upisala je tečajeve interpretacije u svojoj rodnoj zajednici. Glumica je osvojila nagrade Premios de Teatro de Madrid u kategoriji Mejor Actriz (najbolja glumica) u 2013. i 2015. godini.
Njezin se prvi put pred ekranom dogodio 2016. godine u seriji, u to vrijeme, Antena 3 Vis vis koja glumi kćer Fernando. Iste se godine pojavio i u dokumentarnom Centro médico s ulogom Rosa Martín.
Njezina prva ponavljajuća uloga u televizijskoj seriji bila je u TVE filmu Estoy vivo, gdje je glumila Ruth u prvoj sezoni serije, koja je emitirana 2017. Glumila je u omladinskoj seriji Netflix Elite, u kojoj je igrala + ili Carla Rosón. Nakon uspjeha u seriji, angažirana je za snimanje dva filma koje je distribuirala Netflix: Cuando los ángeles duermen i Tu hijo, u oba s glavnom ulogom.
Nedavno se pojavio u TVE seriji La Caza. Monteperdido, gdje glumi Lucía Castán Grau, jednu od nestalih djevojčica, osim što je najavila svoje sudjelovanje u novoj Netflix seriji Alguien tiene que morir.

## Filmografija

### Film
| Godina | Naziv                      | Uloga  | Direktor           | Bilješke |
| ------ | -------------------------- | ------ | ------------------ | -------- |
| 2016   | Que Dios nos perdone       | Chica  | Rodrigo Sorogoyen  |          |
| 2018   | Cuando los ángeles duermen | Silvia | Gonzalo Bendala    |          |
| 2018   | Tu hijo                    | Andrea | Miguel Ángel Vivas |          |

### Televizija
| Godina     | Naziv                   | Uloga                 | Bilješke   |
| ---------- | ----------------------- | --------------------- | ---------- |
| 2016       | Centro Médico           | Rosa Martín           | 1 epizoda  |
| 2016; 2018 | Vis a vis               | Hija de Fernando      | 2 epizoda  |
| 2017       | Estoy vivo              | Ruth                  | 8 epizoda  |
| 2018–2020  | Élite                   | Carla Rosón Caleruega | 24 epizoda |
| 2019       | La caza. Monteperdido   | Lucía Castán Grau     | 6 epizoda  |
| 2020       | Alguien tiene que morir | Cayetana              | 3 epizoda  |
| 2020       | Veneno                  | Machús Osinaga        |            |

## Vanjske poveznice
- Ester Expósito u internetskoj bazi filmova IMDb-u
- Ester Expósito na Instagram